# Pietarinsaari (ö i Finland, Norra Karelen)
Pietarinsaari är en ö i Finland. Den ligger i sjön Herajärvi och i kommunen Kontiolax i den ekonomiska regionen  Joensuu ekonomiska region  och landskapet Norra Karelen, i den sydöstra delen av landet, 400 km nordost om huvudstaden Helsingfors. Öns area är 0,3 hektar och dess största längd är 80 meter i nord-sydlig riktning.